# Filip Ingebrigtsen
Pour les articles homonymes, voir Ingebrigtsen.
Filip Ingebrigtsen (né le 20 avril 1993 à Sandnes) est un athlète norvégien, spécialiste du 1 500 mètres. Il est le frère de Henrik et Jakob Ingebrigtsen, également coureurs de demi-fond.

## Biographie
Il remporte la médaille d'or du 1 500 m lors des Championnats d'Europe 2016 d'Amsterdam, devançant au sprint l'Espagnol David Bustos et Henrik, son frère aîné, dans le temps de 3 min 46 s 65.
Son record personnel sur cette distance, obtenu en juin 2016, est supérieur de 1/100e au minima pour les Jeux olympiques de Rio, mais il est repêché pour remplir les quotas prévus pour cette course (soit 45 athlètes au total), en étant le 42e classé.
En 2017, lors des Championnats du monde à Londres, il remporte la médaille de bronze.
Le 20 juillet 2018, lors du Meeting Herculis de Monaco, il termine 3e de la course en battant le record de Norvège en frôlant la barrière des 3 min 30 s, en 3 min 30 s 01. Il améliore l'ancien record détenu par son frère Henrik Ingebrigtsen. Son autre frère, Jakob Ingebrigtsen, termine 4e en 3 min 31 s 18 et bat le record d'Europe junior,.
Le 10 août 2018, Filip, tenant du titre, termine 12e de la finale du 1 500 m des championnats d'Europe de Berlin, alors que son second frère Jakob remporte l'or à 17 ans et 324 jours.
Lors des Impossible Games, Filip Ingebrigtsen s'attaque au record de Norvège du 1 000 mètres. Il termine l'épreuve en 2 min 16 s 48, trois dixièmes de secondes de moins que la précédente marque.

## Palmarès
| Date | Compétition                            | Lieu             | Résultat | Épreuve | Temps          |
| ---- | -------------------------------------- | ---------------- | -------- | ------- | -------------- |
| 2016 | Championnats d'Europe                  | Amsterdam        | 1er      | 1 500 m | 3 min 46 s 65  |
| 2017 | Championnats du monde                  | Londres          | 3e       | 1 500 m | 3 min 34 s 53  |
| 2018 | Championnats d'Europe                  | Berlin           | 12e      | 1 500 m | 3 min 41 s 66  |
| 2018 | Ligue de diamant                       | Ligue de diamant | 7e       | 1 500 m | 3 min 33 s 13  |
| 2018 | Championnats d'Europe de cross-country | Tilburg          | 1er      | sénior  | 28 min 49 s    |
| 2019 | Championnats d'Europe par équipes      | Sandnes          | 1er      | 5 000 m | 13 min 37 s 09 |
| 2019 | Ligue de diamant                       | Ligue de diamant | 3e       | 1 500 m | 3 min 33 s 33  |

## Records
| Épreuve              | Performance        | Lieu           | Date             |
| En plein air         | En plein air       | En plein air   | En plein air     |
| -------------------- | ------------------ | -------------- | ---------------- |
| 400 mètres           | 51 s 41            | Sandnes        | 27 juillet 2011  |
| 800 mètres           | 1 min 46 s 74      | Oslo           | 30 juin 2020     |
| 1 000 mètres         | 2 min 16 s 46 (NR) | Oslo           | 11 juin 2020     |
| 1 500 mètres         | 3 min 30 s 01      | Monaco         | 20 juillet 2018  |
| Mile                 | 3 min 49 s 60      | Londres        | 21 juillet 2019  |
| 2 000 mètres         | 4 min 56 s 91      | Oslo           | 11 juin 2020     |
| 3 000 mètres         | 7 min 34 s 00      | Oslo           | 1er juillet 2021 |
| 5 000 mètres         | 13 min 11 s 75     | Rome           | 6 juin 2019      |
| 2 000 mètres steeple | 5 min 46 s 15      | Prestfoss (en) | 29 juillet 2012  |
| 5 km (route)         | 14 min 22 s        | Lier           | 3 avril 2022     |
| 10 km (route)        | 28 min 40 s        | Hole           | 19 octobre 2019  |
| En salle             |                    |                |                  |
| 400 mètres           | 51 s 83            | Trondheim      | 12 février 2011  |
| 800 mètres           | 1 min 49 s 56      | Stockholm      | 11 février 2020  |
| 1 500 mètres         | 3 min 36 s 32      | Düsseldorf     | 4 février 2000   |
| Mile                 | 3 min 56 s 99 (NR) | New York       | 8 février 2020   |
| 3 000 mètres         | 7 min 49 s 73      | Bærum          | 10 février 2019  |